# Энциклопедия шахматных дебютов
Энциклопедия шахматных дебютов англ. ECO (Encyclopedia of Chess Openings) — международная система для систематизации шахматных дебютов. Различные дебютные варианты изображены и оценены символами. Отсутствие слов облегчает использование изданий для пользователей различных стран.
Система была впервые введена в 1966 году в журнале «Šahovski informator». Дебюты разбиты на пять групп, обозначенных как «A, B, C, D, E». Каждая группа делится на сто подгрупп, с индексами с 00 до 99.

## Главные группы
Статья: Коды шахматных дебютов
| Группа | Варианты |
| ------ | --- |
| A      | — R без хода 1.e4, 1.d4 — 1.d4 R без хода 1. … d5, 1. … Кf6 — 1.d4 Кf6 R без хода 2.c4 — 1.d4 Кf6 2.c4 R без хода 2. … e6, 2. … g6 |
| B      | — 1.e4 R без хода 1. … c5, 1. … e6, 1. … e5 — 1.e4 c5                                                                              |
| C      | — 1.e4 e6 — 1.e4 e5 |
| D      | — 1.d4 d5 — 1.d4 Кf6 2.c4 g6 с ходом 3. … d5                                                                                       |
| E      | — 1.d4 Кf6 2.c4 e6 — 1.d4 Кf6 2.c4 g6 без хода 3. … d5                                                                             |

### Группа A — фланговые дебюты: английское начало, дебют Рети, защита Бенони, голландская защита, а также редкие дебюты
| Индекс | Варианты |
| ------ | --- |
| A 0    | — R без хода 1.c4, 1.d4, 1.e4 |
| A 1    | 1.c4 — R без хода 1. … e5, 1. … c5 |
| A 2    | 1.c4 e5 |
| A 20   | 1.c4 e5 — R без хода 2.Кc3 |
| A 21   | 1.c4 e5 2.Кc3 — R без хода 2. … Кf6, 2. … Кc6 |
| A 22   | 1.c4 e5 2.Кc3 Кf6 — R без хода 3.g3 — 3.g3 R без хода 3. … c6, 3. … g6 |
| A 23   | 1.c4 e5 2.Кc3 Кf6 3.g3 c6 |
| A 24   | 1.c4 e5 2.Кc3 Кf6 3.g3 g6 |
| A 25   | 1.c4 e5 2.Кc3 Кc6 — R без хода 3.g3, 3.Кf3 — 3.g3 R без хода 3. … g6 — 3. … g6 R без хода 4.Сg2 — 4.Сg2 R без хода 4. … Сg7 — 4. … Сg7 R без хода 5.d3                                                        |
| A 26   | 1.c4 e5 2.Кc3 Кc6 3.g3 g6 4.Сg2 Сg7 5.d3 |
| A 27   | 1.c4 e5 2.Кc3 Кc6 3.Кf3 — R без хода 3. … Кf6 |
| A 28   | 1.c4 e5 2.Кc3 Кc6 3.Кf3 Кf6 — R без хода 4.g3 |
| A 29   | 1.c4 e5 2.Кc3 Кc6 3.Кf3 Кf6 4.g3 |
| A 3    | 1.c4 c5 |
| A 4    | 1.d4 — R без хода 1. … Kf6, 1. … f5, 1. … d5 — 1. … Кf6 R без хода 2.c4 |
| A 5    | 1.d4 Кf6 2.c4 — R без хода 2. … c5, 2. … e6, 2. … g6 — 2. … c5 R без хода 3.d5 — 3.d5 R без хода 3. … e6 |
| A 6    | 1.d4 Кf6 2.c4 c5 3.d5 e6 — R без хода 4.Кc3 — 4.Кc3 R без хода 4. … ed5 — 4. … ed5 R без хода 5.cd5 — 5.cd5 R без хода 5. … d6 — 5. … d6 R без хода 6.e4 — 6.e4 R без хода 6. … g6 — 6. … g6 R без хода 7.Кf3 |
| A 7    | 1.d4 Кf6 2.c4 c5 3.d5 e6 4.Кc3 ed5 5.cd5 d6 6.e4 g6 7.Кf3 |
| A 8    | 1.d4 f5 — R без хода 2.c4 — 2.c4 R без хода 2. … Кf6 — 2. … Кf6 R без хода 3.g3 — 3.g3 R без хода 3. … e6 |
| A 9    | 1.d4 f5 2.c4 Кf6 3.g3 e6 |

### Группа B — сицилианская защита и другие полуоткрытые дебюты, кроме французской защиты
| Индекс  | Варианты |
| ------- | --- |
| B 0     | 1.e4 — R без хода 1. … c6, 1. … c5, 1. … e6, 1. … e5 |
| B00     | 1.e4 a6 – Защита Святого Георгия 1.e4 b6 – Защита Оуэна 1.e4 Кc6 – Дебют Нимцовича 1.e4 g5 – Защита Басмана |
| B01     | 1.e4 d5 – Скандинавская защита |
| B02-05  | 1.e4 Kf6 – Защита Алехина |
| B06     | 1.e4 g6 – Защита Робача |
| B07-09  | 1.e4 d6 2.d4 Kf6 3.Kc3 g6 – Защита Пирца — Уфимцева |
| B 1     | 1.e4 c6 — защита Каро — Канн |
| B13-14  | 1.e4 c6 2.d4 d5 3.ed5 cd5 4.c4 – Атака Панова |
| B 2 - 9 | 1.e4 c5 — сицилианская защита, закрытые системы — R без хода 2.Kf3 — 2.Кf3 R без хода 2. … Kc6, 2. … e6, 2. … d6 |
| B20     | 1.e4 c5 2.b4 – Сицилианский гамбит |
| B21     | 1.e4 c5 2.d4 cd4 3.c3 – Гамбит Морра |
| B22     | 1.e4 c5 2.c3 – Вариант Алапина |
| B 3     | 1.e4 c5 2.Кf3 Кc6 |
| B33     | 1.e4 c5 2.Kf3 Kc6 3.d4 cd4 4.Kd4 Kf6 5.Kc3 e5 6.Kdb5 d6 7.Cg5 a6 8.Ka3 b5 – Челябинский вариант |
| B 4     | 1.e4 c5 2.Кf3 e6 |
| B44-49  | 1.e4 c5 2.Kf3 e6 3.d4 cd4 4.Kd4 Kc6 – Вариант Барнса |
| B44     | 1.e4 c5 2.Kf3 e6 3.d4 cd4 4.Kd4 Kc6 5.Kb5 d6 – Гамбит Каспарова |
| B 5     | 1.e4 c5 2.Кf3 d6 — R без хода 3.d4 — 3.d4 R без хода 3. … cd4 — 3. … cd4 R без хода 4.Кd4 — 4.Кd4 R без хода 4. … Кf6 — 4. … Кf6 R без хода 5.Кc3 — 5.Кc3 R без хода 5. … Кc6, 5. … g6, 5. … e6, 5. … a6 — 5. … Кc6 R без хода 6.Сg5 |
| B 6     | 1.e4 c5 2.Кf3 d6 3.d4 cd4 4.Кd4 Кf6 5.Кc3 Кc6 6.Сg5 — Классический вариант |
| B 7     | 1.e4 c5 2.Кf3 d6 3.d4 cd4 4.Кd4 Кf6 5.Кc3 g6 — Вариант дракона |
| B 8     | 1.e4 c5 2.Кf3 d6 3.d4 cd4 4.Кd4 Кf6 5.Кc3 e6 — Схевенингенский вариант |
| B 9     | 1.e4 c5 2.Кf3 d6 3.d4 cd4 4.Кd4 Кf6 5.Кc3 a6 — Вариант Найдорфа |
| B96     | 1.e4 c5 2.Kf3 d6 3.d4 cd4 4.Kd4 Kf6 5.Kc3 a6 6.Cg5 e6 7.f4 – Вариант Полугаевского |
| B97     | 1.e4 c5 2.Kf3 d6 3.d4 cd4 4.Kd4 Kf6 5.Kc3 a6 6.Cg5 e6 7.f4 Фb6 – Вариант отравленной пешки |

### Группа C — открытые дебюты и французская защита
| Индекс | Начальные ходы                                                                          | Название дебюта                 |
| ------ | --------------------------------------------------------------------------------------- | ------------------------------- |
| C00-19 | 1. e4 e6                                                                                | Французская защита              |
| C02    | 1. е4 e6 2. d4 d5 3. e5                                                                 | Система Нимцовича               |
| C03-09 | 1. е4 e6 2. d4 d5 3. Кd2                                                                | Система Тарраша                 |
| C20    | 1. e4 e5 2. (любой ход, кроме Сc4, Кc3, Кf3, d4, f4) или же 2. d4 (любой ход, кроме ed) |                                 |
| C21-22 | 1. e4 e5 2. d4 ed                                                                       | Центральный дебют               |
| C21    | 1. e4 e5 2. d4 ed 3. (любое продолжение, кроме Ф:d4 Кc6)                                |                                 |
| C22    | 1. e4 e5 2. d4 ed 3. Ф:d4 Кc6                                                           |                                 |
| C23-24 | 1. e4 e5 2. Сc4                                                                         | Дебют слона                     |
| C25-29 | 1. e4 e5 2. Кc3                                                                         | Венская партия                  |
| C30-39 | 1. e4 e5 2. f4                                                                          | Королевский гамбит              |
| C40-99 | 1. e4 e5 2. Кf3                                                                         | Дебют королевского коня         |
| C40    | 1. e4 e5 2. Кf3 (любой ход, кроме d6, Кf6, Кc6)                                         | Центральный контргамбит         |
| C41    | 1. e4 e5 2. Кf3 d6                                                                      | Защита Филидора                 |
| C42-43 | 1. e4 e5 2. Кf3 Кf6                                                                     | Русская партия (защита Петрова) |
| C44    | 1. e4 e5 2. Кf3 Кc6 3.c3                                                                | Дебют Понциани                  |
| C45    | 1. e4 e5 2. Кf3 Кc6 3. d4                                                               | Шотландская партия              |
| C46    | 1. e4 e5 2. Кf3 Кc6 3. Кc3 (любой ход, кроме Кf6)                                       | Дебют трёх коней                |
| C47-49 | 1. e4 e5 2. Кf3 Кc6 3. Кc3 Кf6                                                          | Дебют четырёх коней             |
| C50-59 | 1. e4 e5 2. Кf3 Кc6 3. Сc4                                                              | Итальянская партия              |
| C60-99 | 1. e4 e5 2. Кf3 Кc6 3. Сb5                                                              | Испанская партия                |

### Группа D — закрытые дебюты: дебют ферзевых пешек, защита Грюнфельда, ферзевый гамбит и его разновидности
| Индекс  | Варианты |
| ------- | --- |
| D 0     | 1.d4 d5 — R без хода 2.c4 — 2.c4 R без хода 2. … c6, 2. … dc4, 2. … e6 |
| D 1     | 1.d4 d5 2.c4 c6 – Славянская защита |
| D 10    | 1.d4 d5 2.c4 c6 — R без хода 3.Кf3 |
| D 11    | 1.d4 d5 2.c4 c6 3.Кf3 — R без хода 3. … Кf6 — 3. … Кf6 R без хода 4.e3, 4.cd5, 4.Кc3 — 4.e3 R без хода 4. … Сf5                                                                            |
| D 12    | 1.d4 d5 2.c4 c6 3.Кf3 Кf6 4.e3 Сf5 |
| D 13    | 1.d4 d5 2.c4 c6 3.Кf3 Кf6 4.cd5 — R без хода 4. … cd5 — 4. … cd5 R без хода 5.Кc3 — 5.Кc3 R без хода 5. … Кc6 — 5. … Кc6 R без хода 6.Сf4 — 6.Сf4 R без хода 6. … Сf5                      |
| D 14    | 1.d4 d5 2.c4 c6 3.Кf3 Кf6 4.cd5 cd5 5.Кc3 Кc6 6.Сf4 Сf5 |
| D 15    | 1.d4 d5 2.c4 c6 3.Кf3 Кf6 4.Кc3 — R без хода 4. … dc4 — 4. … dc4 R без хода 5.a4 |
| D 16    | 1.d4 d5 2.c4 c6 3.Кf3 Кf6 4.Кc3 dc4 5.a4 — R без хода 5. … Сf5 |
| D 17    | 1.d4 d5 2.c4 c6 3.Кf3 Кf6 4.Кc3 dc4 5.a4 Сf5 — R без 6.e3 |
| D 18    | 1.d4 d5 2.c4 c6 3.Кf3 Кf6 4.Кc3 dc4 5.a4 Сf5 6.e3 — R без 6. … e6 — 6. … e6 R без 7.Сc4 — 7.Сc4 R без 7. … Сb4 — 7. … Сb4 R без 8.0-0 — 8.0-0 R без 8. … 0-0 — 8. … 0-0 R без 9.Фe2        |
| D 19    | 1.d4 d5 2.c4 c6 3.Кf3 Кf6 4.Кc3 dc4 5.a4 Сf5 6.e3 e6 7.Сc4 Сb4 8.0-0 0-0 9.Фe2 |
| D 2     | 1.d4 d5 2.c4 dc4 – Принятый ферзевый гамбит |
| D 3 - 6 | 1.d4 d5 2.c4 e6 – Отказанный ферзевый гамбит |
| D 3     | 1.d4 d5 2.c4 e6 — R без 3.Kc3 — 3.Кc3 R без 3. … Кf6 — 3. … Кf6 R без 4.Кf3, 4.Сg5 — 4.Кf3 R без 4. … c5, 4. … c6                                                                          |
| D 32-34 | 1.d4 d5 2.c4 e6 3.Kc3 c5 – Защита Тарраша |
| D 32    | 1.d4 d5 2.c4 e6 3.Kc3 c5 4.cd5 ed5 5.e4 – Гамбит Маршалла 1.d4 d5 2.c4 e6 3.Kc3 c5 4.cd5 ed5 5.dc5 d4 6.Ka4 b5 – Гамбит Тарраша 1.d4 d5 2.c4 e6 3.Kc3 c5 4.cd5 cd4 – Гамбит Шара — Геннига |
| D 38-39 | 1.d4 d5 2.c4 e6 3.Kc3 Kf6 4.Kf3 Cb4 – Защита Рагозина |
| D 4     | 1. d4 d5 2.c4 e6 3.Кc3 Кf6 4Кf3 — 4. … c5 — 4. … c6 |
| D 40    | 1.d4 d5 2.c4 e6 3.Кc3 Кf6 4.Кf3 c5 — R без 5.cd5 |
| D 41    | 1.d4 d5 2.c4 e6 3.Кc3 Кf6 4.Кf3 c5 5.cd5 — R без 5. … Кd5 — 5. … Кd5 R без 6.e3 — 6.e3 R без 6. … Кc6 — 6. … Кc6 R без 7.Сd3                                                               |
| D 42    | 1.d4 d5 2.c4 e6 3.Кc3 Кf6 4.Кf3 c5 5.cd5 Кd5 6.e3 Кc6 7.Сd3 |
| D 43    | 1.d4 d5 2.c4 e6 3.Кc3 Кf6 4.Кf3 c6 — R без 5.Сg5, 5.e3 — 5.Сg5 R без 5. … dc4 |
| D 44    | 1.d4 d5 2.c4 e6 3.Кc3 Кf6 4.Кf3 c6 5.Сg5 dc4 |
| D 45    | 1.d4 d5 2.c4 e6 3.Кc3 Кf6 4.Кf3 c6 5.e3 — R без 5. … Кbd7 — 5. … Кbd7 R без 6.Сd3 |
| D 46    | 1.d4 d5 2.c4 e6 3.Кc3 Кf6 4.Кf3 c6 5.e3 Кbd7 6.Сd3 — R без 5. … dc4 |
| D 47    | 1.d4 d5 2.c4 e6 3.Кc3 Кf6 4.Кf3 c6 5.e3 Кbd7 6.Сd3 dc4 7.Сc4 — R без 7. … b5 — 7. … b5 R без 8.Сd3 — 8.Сd3 R без 8. … a6                                                                   |
| D 48    | 1.d4 d5 2.c4 e6 3.Кc3 Кf6 4.Кf3 c6 5.e3 Кbd7 6.Сd3 dc4 7.Сc4 b5 8.Сd3 a6 — R без 9.e4 — 9.e4 R без 9. … c5 — 9. … c5 R без 10.e5 — 10.e5 R без 10. … cd4 — 10. … cd4 R без 11.Кb5          |
| D 49    | 1.d4 d5 2.c4 e6 3.Кc3 Кf6 4.Кf3 c6 5.e3 Кbd7 6.Сd3 dc4 7.Сc4 b5 8.Сd3 a6 9.e4 c5 10.e5 cd4 11.Кb5                                                                                          |
| D 5     | 1.d4 d5 2.c4 e6 3.Кc3 Кf6 4.Сg5 — R без 4. … Сe7 — 4. … Сe7 R без 5.e3 — 5.e3 R 5. … 0-0 — 5. … 0-0 R без 6.Кf3 — 6.Кf3 R без 6. … Кbd7                                                    |
| D 50    | 1.d4 d5 2.c4 e6 3.Kc3 Kf6 4.Cg5 c5 5.cd5 cd4 – Голландский гамбит 1.d4 d5 2.c4 e6 3.Kc3 Kf6 4.Cg5 c5 5.cd5 Фb6 – Перуанский гамбит                                                         |
| D 52    | 1.d4 d5 2.c4 e6 3.Kc3 Kf6 4.Cg5 Kbd7 5.e3 c6 6.Kf3 Фa5 – Кембридж-спрингский вариант |
| D 56-57 | 1.d4 d5 2.c4 e6 3.Kc3 Kf6 4.Cg5 Ce7 5.e3 0-0 6.Kf3 h6 7.Ch4 Ke4 – Защита Ласкера |
| D 6     | 1.d4 d5 2.c4 e6 3.Кc3 Кf6 4.Сg5 Сe7 5.e3 0-0 6.Кf3 Кbd7 – Ортодоксальная защита |
| D 7     | 1.d4 Кf6 2.c4 g6 — R без 3.Кc3 |
| D 8 - 9 | 1.d4 Kf6 2.c4 g6 3.Кc3 d5 – Защита Грюнфельда |
| D 8     | 1.d4 Кf6 2.c4 g6 3.Кc3 d5 — R без 4.Кf3 |
| D 9     | 1.d4 Кf6 2.c4 g6 3.Кc3 d5 4.Кf3 |

### Группа E — полузакрытые, в том числегипермодернистскиедебюты, а также каталонское начало
| Индекс | Название дебюта       |
| ------ | --------------------- |
| E00—09 | Каталонское начало    |
| E12—19 | Новоиндийская защита  |
| E20—59 | Защита Нимцовича      |
| E60—99 | Староиндийская защита |